# Rommel, la volpe del deserto
Rommel, la volpe del deserto (The Desert Fox: The Story of Rommel) è un film biografico del 1951 diretto da Henry Hathaway.

## Trama
Il film descrive la vita di uno dei più famosi generali feldmarescialli di Hitler, Erwin Rommel, dalla sconfitta tedesca nella seconda battaglia di El Alamein del 1942 fino al momento del complotto contro il Führer del 1944. L'importanza di Rommel nel processo decisionale di Hitler aumenta sempre di più con l'evolversi delle vicende belliche. Egli viene avvicinato da un gruppo che vorrebbe arrestare Hitler e sostituirlo con lui. Egli esita ed infine insiste per incontrare Hitler e sforzarsi di riportarlo alla ragione. Ma il Führer non gli dà retta ed appare ai suoi occhi illuso: egli farnetica circa nuove armi che ribalteranno le sorti della guerra e cambieranno il mondo per secoli. Rommel è deluso, ma non partecipa al complotto. Le cose però peggiorano dopo lo sbarco alleato in Normandia del 6 giugno 1944.
Il 20 luglio dello stesso anno ha luogo l'attentato a Hitler organizzato dal Colonel Klaus von Stauffenberg, che piazza una bomba sotto il tavolo intorno al quale Hitler teneva la quotidiana riunione con lo stato maggiore sulla situazione militare, in un edificio all'interno del complesso del Führerhauptquartier Wolfsschanze, nei pressi di Rastenburg, nel cuore della foresta di Görlitz, nella Prussia orientale. Per una serie di concause l'attentato non va a buon fine: quattro persone restano uccise, ma non l'obiettivo dell'attentato, Adolf Hitler, che se la cava con alcune ferite solo superficiali. A causa della sua amicizia con alcuni del cospiratori Erwin Rommel viene accusato di tradimento.
Alcuni altri ufficiali di grado elevato, compreso almeno un altro generale-feldmaresciallo, Erwin von Witzleben, furono soggetti ad un umiliante processo pubblico che terminò con la condanna all'impiccagione. A Rommel fu invece concessa un'alternativa: il suicidio e la promessa che la moglie ed il figlio non sarebbero stati imprigionati o peggio. Rommel decise in un primo tempo di difendersi di fronte ad un tribunale popolare, ma quando seppe che i familiari di un traditore potevano a loro volta essere processati, decise di suicidarsi per proteggerli. In effetti, dopo la morte del congiunto, moglie e figlio non furono sottoposti ad alcuna restrizione e sopravvissero alla guerra.

## Libro
La vicenda è narrata rigorosamente dall'attore Michael Rennie, che presta la sua voce al colonnello Desmond Young, autore del libro The Desert Fox, soggetto del film. Young recita la parte di sé stesso nel film, doppiato da Rennie. Il colonnello Young, che prestava servizio nell'Armata Indiana in Nordafrica, incontrò brevemente, da prigioniero di guerra, il generale Rommel. Egli si fece carico di scoprire, dopo la fine della guerra, quale fosse stata realmente la sorte di Rommel nei suoi ultimi anni di vita. Quando Young iniziò a scrivere il proprio libro, si credeva che Rommel fosse deceduto per le ferite riportate allorché un aereo alleato attaccò l'auto in cui viaggiava, e non per il veleno che gli era stato portato da emissari di Hitler.